# ذاكرة قراءة فقط مقنعة
روم مقنع أو ذاكرة قراءة فقط مقنعة (بالإنجليزية: Mask ROM (MROM))‏ هي نوع من ذاكرات القراءة فقط، تجري برمجتها بواسطة الشركة المصنعة وليس المستخدم. وتأتي كلمة مقنعة من طريقة تصنيع الدارات المتكاملة حيث تصور أجزاء من الرقاقة الإلكترونية وعليها قناع خلال عملية الحفر الليثوغرافي.
ومن الوجهة العملية فتستخدم عادة ذاكرة يمكن إعادة كتابتها مثل ذاكرة القراءة فقط القابلة للبرمجة والمسح أو ذاكرة قراءة فقط قابلة للبرمجة والمسح الكهربائي أثناء فترة التطوير، ثم الاعتماد على طريقة البرمجة بالأقنعة بعد التجهيز النهائي للبرنامج.

## ميزته
الميزة الرئيسة للروم المقنع هو ثمنه المناسب. ومن وجهة التخزين فإن كثافة المعلومات المخزونة على الذاكرة عالية عن أن نوع آخر من الذواكر المبنية على أشباه الموصلات. ونظرا لاعتماد ثمن تجهيز الدارة المتكاملة على حجمها فإن ذاكرة القراءة فقط المقنعة أرخص كثيرا عن أي ذاكرة أخرى من أنواع ذاكرة أشباه الموصلات.
وبعض الدارات المتكاملة يحتوي على ذاكرة قراءة فقط مقنعة. وحتى عام 2003 كانت أربعة شركات فقط تقوم بصناعة الروم المقنع، وهي: إلكترونيات سامسونج وإن إي سي وأوكي إلكتريك وماكرونيكس.

كما توجد دارات متكاملة تحوي بجانب الروم المقنع عددا آخرا من الأجهزة مثل المعالج الدقيق والمتحكم الدقيق.